# Rabo de Nube
Rabo de Nube is een live muziekalbum van de Amerikaanse saxofonist Charles Lloyd met zijn kwartet. Het album is opgenomen tijdens een concert in het theater van Bazel.

## Musici
- Charles Lloyd – tenorsaxofoon, dwarsfluit, tarogato
- Jason Moran – piano
- Reuben Rogers – contrabas
- Eric Harland – slagwerk.

## Composities
Allen van Lloyd, behalve waar aangegeven:
1. Prometheus (14:43)
2. Migration of spirit (10:15)
3. Booker’s garden (14:33)
4. Ramanujan (11:38)
5. La colline de Monk (4:01)
6. Sweet Georgia Bright (12:17)
7. Rabo de Nube (7:36) (Silvio Rodríguez).